# 西德特福德鎮區 (新澤西州)
西德特福德鎮區（英語：West Deptford Township）是位於美國新澤西州格洛斯特縣的一個鎮區。

## 地方資料
西德特福德鎮區的面積為46.12平方千米，當中陸地面積為39.77平方千米，而水域面積為6.35平方千米。根據2020年美國人口普查的數據，當地共有人口22197人，而人口密度為每平方千米481.29人。